# Ita (princesa)
Ita (Jt3) va ser una princesa egípcia, filla d'un rei que va viure a la dinastia XII, cap a l'any 1850 aC. Se la coneix gràcies a la figura d'una esfinx trobada a Qatna a la Síria moderna. La peça es troba avui al Museu del Louvre (AO 14075). En aquesta figura porta els títols de "Dona noble" (iryt-p`t) i "Filla del Rei del seu cos".
| M17 | X1 | G1 |

| M17 | X1 | G1 |

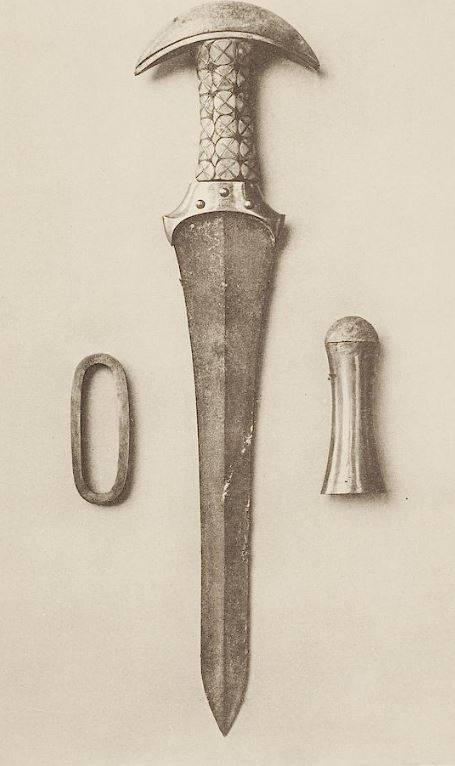
Daga de la princesa Ita, trobada al seu enterrament de Dashur.

Hi ha un enterrament al costat de la piràmide del rei Amenemhet II a Dashur que pertany també a una princesa anomenada Ita. L'enterrament es va trobar intacte i contenia un taüt de fusta decorat amb textos religiosos i el seu nom, i un conjunt d'ornaments personals preciosos (un collar, polseres, tormelleres i una daga ricament adornada. També hi van trobar altres objectes, com ara la figura d'una oreneta, un fuet i una maça cerimonials. A la tomba només hi ha inscrit el títol de "Filla del Rei".
Tanmateix no és clar si ambdues dones diguin la mateixa persona, ja que l'estàtua de Qatna data estilísticament del temps del rei Sesostris I o Amenemhet II, mentre que la tomba podria ser molt posterior. Si fos la mateixa Ita, la ubicació de la tomba podria indicar que era filla d'Amenemhet II.